# Compainville
Compainville település Franciaországban, Seine-Maritime megyében. Lakosainak száma 166 fő (2022. január 1.). Compainville Beaubec-la-Rosière, Beaussault, Gaillefontaine, Mesnil-Mauger, Serqueux és Le Thil-Riberpré községekkel határos.

## Népesség
A település népességének változása:
| Lakosok száma | 167  | 179  | 186  | 180  | 173  | 166  | 165  | 165  | 166  |
|               | 2013 | 2015 | 2016 | 2017 | 2018 | 2019 | 2020 | 2021 | 2022 |